# なんきんペッパー
なんきんペッパーは、日本の女性アイドルグループ、YouTuberグループ。株式会社プラチナム・パスポート、グループで設立した株式会社iTuube（いずれもプラチナムプロダクションの子会社）所属。通称なんペ。2018年4月に結成し、2019年12月のワンマンライブをもって解散した。

## 概要
やぎちゃん（八木ひなた）・は〜ちゃん（反田葉月）・ゆーたん（羽原由佳）・ゆな（山本優菜）の4名からなる「iTuber」。メンバーは八木と山本がぷちぱすぽ☆、反田と羽原がPALETに在籍していた。
“アイドル × YouTuber”をテーマにYouTube上で活動を展開、2018年4月から公式YouTubeアカウントにて毎週水・金・土曜日の19時に定期投稿を行う。
「なんきん」の意味は、カボチャの南瓜である。
2019年11月29日、公式Twitterより、同年12月29日のワンマンライブ「なんきんペッパー Last Live」を以て解散することを発表。わずか1年9か月の活動だった。公式YouTubeチャンネルは2020年以降、山本優菜単独のチャンネルとして存続していたが、山本の事務所退所に伴い同年8月7日付をもって終了。八木もプラチナムを退所しFES☆TIVEのメンバーに転じ、羽原も同年12月4日付で退所したため、2020年12月現在は反田のみプラチナムプロダクションに残っている。

## メンバー
| 名前                   | 愛称       | 生年月日（年齢）       | 出身地 | 備考                                                  |
| ---------------------- | ---------- | ---------------------- | ------ | ----------------------------------------------------- |
| 八木ひなた やぎ ひなた | やぎちゃん | 2000年11月10日（24歳） | 東京都 | 株式会社iTuube取締役社長 現・FES☆TIVE 元・ぷちぱすぽ☆ |
| 反田葉月 たんだ はづき | は〜ちゃん | 2001年2月28日（24歳）  | 広島県 | 元・PALET                                             |
| 羽原由佳 はばら ゆか   | ゆーたん   | 2000年5月16日（24歳）  | 東京都 | 元・PALET                                             |
| 山本優菜 やまもと ゆな | ゆな       | 2001年10月21日（23歳） | 静岡県 | 現・シンデレラ宣言! 元・ぷちぱすぽ☆                   |

## 略歴
- 2018年
  - 3月21日 - ぷちぱすぽ☆の解散ライブ「ぷちぱすぽ☆5thワンマンライブ〜春の学芸会 in原宿ベルエポック〜」の終演後のスクリーンにて、新ユニット「なんきんペッパー」が4月1日に結成される告知動画が発表された。公式YouTubeチャンネル、公式ツイッターアカウントも同時に開設[5]。
  - 4月1日 - 公式YouTubeチャンネルに「女子高生アイドルがメントスコーラやったら衝撃の結末」が初投稿された。
  - 6月 - 八木がヤングジャンプ『制コレ18（いちはち）』にエントリー[6]。
  - 7月8日 - 「アイドル横丁夏まつり!!〜2018〜」@横浜赤レンガパーク にてステージデビュー。
  - 10月21日 渋谷CHELSEA HOTELにて、「なんきんペッパー緊急記者会見～渋谷チェルシーホテル～」を開催。同イベント内でメンバー同士で出資しあい株式会社iTuubeを設立すること、社長にメンバーの八木ひなたが代表取締役に就任すること、同年12月29日に1stワンマンライブを開催することを発表[7]。
  - 10月31日 - 新会社「株式会社iTuube」を設立[8]。
  - 12月29日 - TSUTAYA O-WESTにて「なんきんペッパー1stワンマンライブ 〜なんペッの本気みせたるで〜」を開催[9]。

- 2019年
  - 1月19日 - 秋葉原・AKIBAカルチャーズ劇場にて、定期公演「なんきんペッパー社員研修 vol.1 歌う、踊る、聴く、出会う、そして成長する「なんぺ力」」を開催。チケットのソールドアウトを達成[10]。
  - 2月9日 - 秋葉原・AKIBAカルチャーズ劇場にて、定期公演「なんきんペッパー社員研修 vol.2 歌う、踊る、聴く、出会う、そして成長する「なんぺ力」」を開催。チケットのソールドアウトを達成[11]。
  - 3月17日 - 秋葉原・AKIBAカルチャーズ劇場にて、これまでの3か月の定期公演の集大成となる定期公演「なんきんペッパー社員研修 vol.3 歌う、踊る、聴く、出会う、そして成長する「なんぺ力」」を開催。チケットのソールドアウトを達成[12]。
  - 4月10日 - デビューシングル「超燦然」を発売[動画 4]。
  - 8月16日 - 渋谷WWWにて、2ndワンマンライブを開催。同イベント内でゆゆうた制作の新曲「星空リサイタル」を初披露[13]。
  - 10月31日 - Mt.RAINIER HALL SHIBUYA PLEASURE PLEASUREにて、単独ライブ「NKPP PARTY‼～なんぺの日はSHIBUYAでぶちあげNIGHT～」を開催[14][13]。
  - 11月29日 - 公式Twitterにおいて、翌月29日のワンマンライブ「なんきんペッパー Last Live」を以って解散することを発表した[2]。
  - 12月1日 - 渋谷スターラウンジにて、単独ライブ「なんきんペッパー年末ワンマンライブ vol.0」を開催。
  - 12月29日 - duo MUSIC EXCHANGEにて、単独ライブ「なんきんペッパーLast Live」を開催し解散。

## 作品
順位は、オリコン週間ランキング最高位

### シングル
1. 超燦然（2019年4月10日、PPRC-0021、34位）- プラチナム・パスポート

### 未音源化
- サムライガール（ぷちぱすぽ☆）
- 全力スイマー（ぷちぱすぽ☆）
- Born this うぇ〜い（はっちゃけ隊 from PASSPO☆）
- ダイスキっ!!〜恋のSeason〜（PALET）
- 星空リサイタル
- ぶちあげチェケラッチョ
- 恋のユートピアみくじ
- NKPP革命
- パンプキンパイ

## 出演

### テレビ
- Rの法則（2017年9月4日 - 2018年4月24日、NHK Eテレ） - 反田。第9期・R'sナンバー：000132。
- 全力坂（2018年8月22日、テレビ朝日） - 八木
- 悩める前職:アイドルちゃん〜アイドルやめて何するの?〜（2018年12月26日、テレビ朝日） - 八木
- 初めて恋をした日に読む話 第2話（2019年1月22日、TBS） - 反田（女子高生 役）
- ねぇ先生、知らないの?（2019年12月5日 −、MBS） - 反田（真琴 役）

### 舞台
- アリスインプロジェクト「降臨ハーツ」（2018年7月11日 - 16日、新宿村LIVE） - 羽原（原田さよ 役）
- 劇団0話「あなたのばん」（2019年8月30日 - 9月1日、シアター代官山） - 反田

### 映画
- 愛唄 -約束のナクヒト-（2019年1月25日） - 八木（高校生 役）

### 雑誌
- LOVE berry（2017年 - 、徳間書店） - 八木

### MV
- Non Stop Rabbit「君と最後に選ぶ言葉」（2019年2月19日、Studio Cubic Records） - 反田
- SILENT SIREN「HERO」（2019年12月20日、EMI Records） - 反田[16]